# Buenoa limnocastoris
Buenoa limnocastoris är en insektsart som beskrevs av Hungerford 1923. Buenoa limnocastoris ingår i släktet Buenoa och familjen ryggsimmare. Inga underarter finns listade i Catalogue of Life.